# Seven de Estados Unidos 2007
El Seven de Estados Unidos de 2007 fue la cuarta edición del torneo estadounidense de rugby 7, fue el cuarto torneo de la temporada 2006-07 de la Serie Mundial Masculina de Rugby 7.
Se disputó en la instalaciones del Petco Park de San Diego, California.

## Fase de grupos

### Grupo A
| Equipo              | Encuentros | Encuentros | Encuentros | Encuentros | Tantos  | Tantos    | Puntos |
| Equipo              | jugados    | ganados    | empatados  | perdidos   | a favor | en contra | Puntos |
| ------------------- | ---------- | ---------- | ---------- | ---------- | ------- | --------- | ------ |
| Fiyi                | 3          | 3          | 0          | 0          | 131     | 17        | 9      |
| Escocia             | 3          | 2          | 0          | 1          | 53      | 74        | 7      |
| Argentina           | 3          | 1          | 0          | 2          | 48      | 36        | 5      |
| Indias Occidentales | 3          | 0          | 0          | 3          | 12      | 117       | 3      |

Nota: Se otorgan 3 puntos al equipo que gane un partido, 2 al que empate y 1 al que pierda

### Grupo B
| Equipo    | Encuentros | Encuentros | Encuentros | Encuentros | Tantos  | Tantos    | Puntos |
| Equipo    | jugados    | ganados    | empatados  | perdidos   | a favor | en contra | Puntos |
| --------- | ---------- | ---------- | ---------- | ---------- | ------- | --------- | ------ |
| Samoa     | 3          | 3          | 0          | 0          | 72      | 38        | 9      |
| Sudáfrica | 3          | 2          | 0          | 1          | 66      | 21        | 7      |
| Tonga     | 3          | 1          | 0          | 2          | 41      | 46        | 5      |
| Portugal  | 3          | 0          | 0          | 3          | 19      | 93        | 3      |

### Grupo C
| Equipo         | Encuentros | Encuentros | Encuentros | Encuentros | Tantos  | Tantos    | Puntos |
| Equipo         | jugados    | ganados    | empatados  | perdidos   | a favor | en contra | Puntos |
| -------------- | ---------- | ---------- | ---------- | ---------- | ------- | --------- | ------ |
| Australia      | 3          | 2          | 0          | 1          | 60      | 49        | 7      |
| Inglaterra     | 3          | 2          | 0          | 1          | 66      | 43        | 7      |
| Estados Unidos | 3          | 1          | 0          | 2          | 57      | 60        | 5      |
| Kenia          | 3          | 1          | 0          | 2          | 40      | 71        | 5      |

### Grupo D
| Equipo        | Encuentros | Encuentros | Encuentros | Encuentros | Tantos  | Tantos    | Puntos |
| Equipo        | jugados    | ganados    | empatados  | perdidos   | a favor | en contra | Puntos |
| ------------- | ---------- | ---------- | ---------- | ---------- | ------- | --------- | ------ |
| Nueva Zelanda | 3          | 3          | 0          | 0          | 100     | 24        | 9      |
| Francia       | 3          | 2          | 0          | 1          | 49      | 36        | 7      |
| Chile         | 3          | 1          | 0          | 2          | 29      | 88        | 5      |
| Canadá        | 3          | 0          | 0          | 3          | 41      | 71        | 3      |

## Fase Final

### Cuartos de final
| 11 de febrero | Fiyi | 26 - 21 | Sudáfrica |  |  |

| 11 de febrero | Nueva Zelanda | 19 - 7 | Inglaterra |  |  |

| 11 de febrero | Australia | 7 - 10 | Francia |  |  |

| 11 de febrero | Samoa | 34 - 0 | Escocia |  |  |

### Semifinal
| 11 de febrero | Fiyi | 19 - 10 | Nueva Zelanda |  |  |

| 11 de febrero | Francia | 0 - 38 | Samoa |  |  |

### Final
| 11 de febrero | Fiyi | 38 - 24 | Samoa |  |  |

| Bandera de Fiyi        |
| Campeón Fiyi           |
| 1º título del circuito |